# Wiesen
Wiesen é uma comuna da Suíça, no Cantão Grisões, com cerca de 335 habitantes. Estende-se por uma área de 29,49 km², de densidade populacional de 11 hab/km². Confina com as seguintes comunas: Arosa, Bergün/Bravuogn, Davos, Filisur, Schmitten.
A língua oficial nesta comuna é o Alemão.